# Autobahn (álbum)

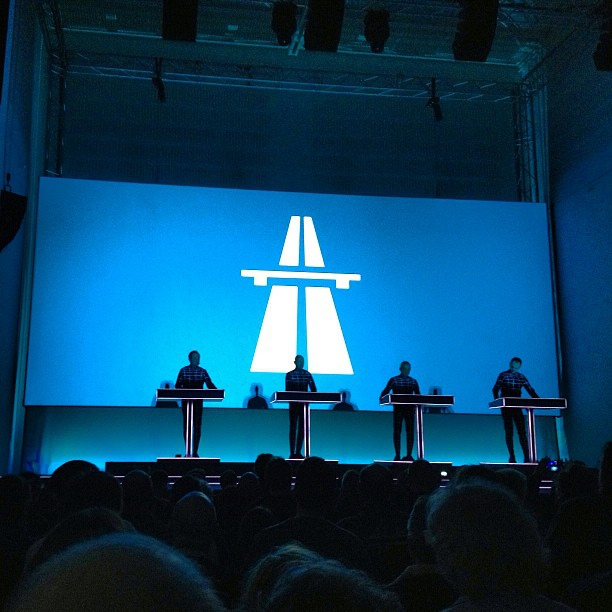
Autobahn em apresentação

Autobahn  é o quarto álbum da seminal banda alemã de música eletrônica Kraftwerk, seu disco mais famoso e considerado por muitos sua obra-prima, foi originalmente lançado em formato de LP (disco de vinil) em 1974.
| Críticas profissionais                                                      | Críticas profissionais |
| Avaliações da crítica                                                       | Avaliações da crítica  |
| Fonte                                                                       | Avaliação              |
| --------------------------------------------------------------------------- | ---------------------- |
| All Music Guide                                                             | [ 5 ]                  |
| Esta tabela precisa de ser acompanhada por texto em prosa. Consulte o guia. |                        |

## Faixas

### Lado A
1. "Autobahn" (Ralf Hütter, Florian Schneider, Emil Schult) – 22:42

### Lado B
1. "Kometenmelodie 1" (Hütter, Schneider) – 6:26 (inspirado no Cometa Kohoutek)
2. "Kometenmelodie 2" (Hütter, Schneider) – 5:48
3. "Mitternacht" (Hütter, Schneider) – 3:43
4. "Morgenspaziergang" (Hütter, Schneider) – 4:04

## Posiçao nas paradas musicais
| Parada (1974–1975)                    | Melhor posição |
| ------------------------------------- | -------------- |
| Austrália (Kent Music Report)         | 9              |
| 5                                     |                |
| Alemanha (Offizielle Deutsche Charts) | 7              |
| Países Baixos (Dutch Charts)          | 11             |
| Nova Zelândia (RMNZ)                  | 7              |
| Reino Unido (Official Albums Chart)   | 4              |
| Estados Unidos (Billboard 200)        | 5              |

| Parada (1985)              | Melhor posição |
| -------------------------- | -------------- |
| Suécia (Sverigetopplistan) | 27             |

| Parada (2020)                         | Melhor posição |
| ------------------------------------- | -------------- |
| Alemanha (Offizielle Deutsche Charts) | 19             |
| Suíça (Schweizer Hitparade)           | 77             |

| Parada (1975)                  | Posição |
| ------------------------------ | ------- |
| Alemanha (Offizielle Top 100)  | 18      |
| Estados Unidos (Billboard 200) | 84      |